# Saint-Cirgues (Lot)
Pour les articles homonymes, voir Saint-Cirgues.
Saint-Cirgues est une commune française, située dans l'est du département du Lot, en région Occitanie.
Elle est également dans le Ségala lotois, une région naturelle constituant la frange occidentale de la Châtaigneraie, constituant le parent lotois du Ségala aveyronnais et tarnais.
Exposée à un climat de montagne, elle est drainée par le Veyre, le Bervezou, le ruisseau Noir, la Garinie et par divers autres petits cours d'eau. La commune possède un patrimoine naturel remarquable composé de six zones naturelles d'intérêt écologique, faunistique et floristique.
Saint-Cirgues est une commune rurale qui compte 323 habitants en 2022, après avoir connu un pic de population de 1 610 habitants en 1856.  Elle fait partie de l'aire d'attraction de Figeac. Ses habitants sont appelés les Saint-Cirguois ou  Saint-Cirguoises.

## Géographie
Commune située dans le Quercy à une cinquantaine de kilomètres d'Aurillac, dans les premiers contreforts du Massif central.

### Communes limitrophes
La commune est limitrophe du département du Cantal.
Les communes limitrophes sont  Gorses, Lauresses, Linac, Maurs, Montet-et-Bouxal, Prendeignes, Quézac et Sabadel-Latronquière.
| Gorses               | Lauresses     | Quézac (Cantal) |
| Montet-et-Bouxal     | Saint-Cirgues | Maurs (Cantal)  |
| Sabadel-Latronquière | Prendeignes   | Linac           |

### Climat
Pour des articles plus généraux, voir Climat de l'Occitanie et Climat du Lot.
En 2010, le climat de la commune est de type climat des marges montargnardes, selon une étude s'appuyant sur une série de données couvrant la période 1971-2000. En 2020, Météo-France publie une typologie des climats de la France métropolitaine dans laquelle la commune est exposée à un climat de montagne ou de marges de montagne et est dans la région climatique Ouest et nord-ouest du Massif Central, caractérisée par une pluviométrie annuelle de 900 à 1 500 mm, maximale en automne et en hiver.
Pour la période 1971-2000, la température annuelle moyenne est de 11,1 °C, avec une amplitude thermique annuelle de 15,3 °C. Le cumul annuel moyen de précipitations est de 1 202 mm, avec 12,5 jours de précipitations en janvier et 7,5 jours en juillet. Pour la période 1991-2020, la température moyenne annuelle observée sur la station météorologique la plus proche, située sur la commune de Maurs à 7 km à vol d'oiseau, est de 12,1 °C et le cumul annuel moyen de précipitations est de 1 157,8 mm,. Pour l'avenir, les paramètres climatiques de la commune estimés pour 2050 selon différents scénarios d’émission de gaz à effet de serre sont consultables sur un site dédié publié par Météo-France en novembre 2022.

### Milieux naturels et biodiversité
L’inventaire des zones naturelles d'intérêt écologique, faunistique et floristique (ZNIEFF) a pour objectif de réaliser une couverture des zones les plus intéressantes sur le plan écologique, essentiellement dans la perspective d’améliorer la connaissance du patrimoine naturel national et de fournir aux différents décideurs un outil d’aide à la prise en compte de l’environnement dans l’aménagement du territoire.
Cinq ZNIEFF de type 1 sont recensées sur la commune :
- les « environs de Pierres-Blanches » (182 ha), couvrant 3 communes dont une dans le Cantal et deux dans le Lot[9] ;
- la « haute vallée du Bervezou et Béale de Pétignoux » (28 ha), couvrant 2 communes du département[10] ;
- « le ruisseau Noir » (6 ha)[11] ;
- les « Serpentines de Paramelle » (4 ha)[12] ;
- les « zones humides des ruisseaux de Lavergne-Basse et de Saint-Cirgues » (38 ha), couvrant 2 communes du département[13] ;

et une ZNIEFF de type 2, : 
le « Ségala lotois : bassin versant du Célé » (12 535 ha), couvrant 28 communes dont six dans le Cantal et 22 dans le Lot.

Cartes des ZNIEFF de type 1 et 2 à Saint-Cirgues.
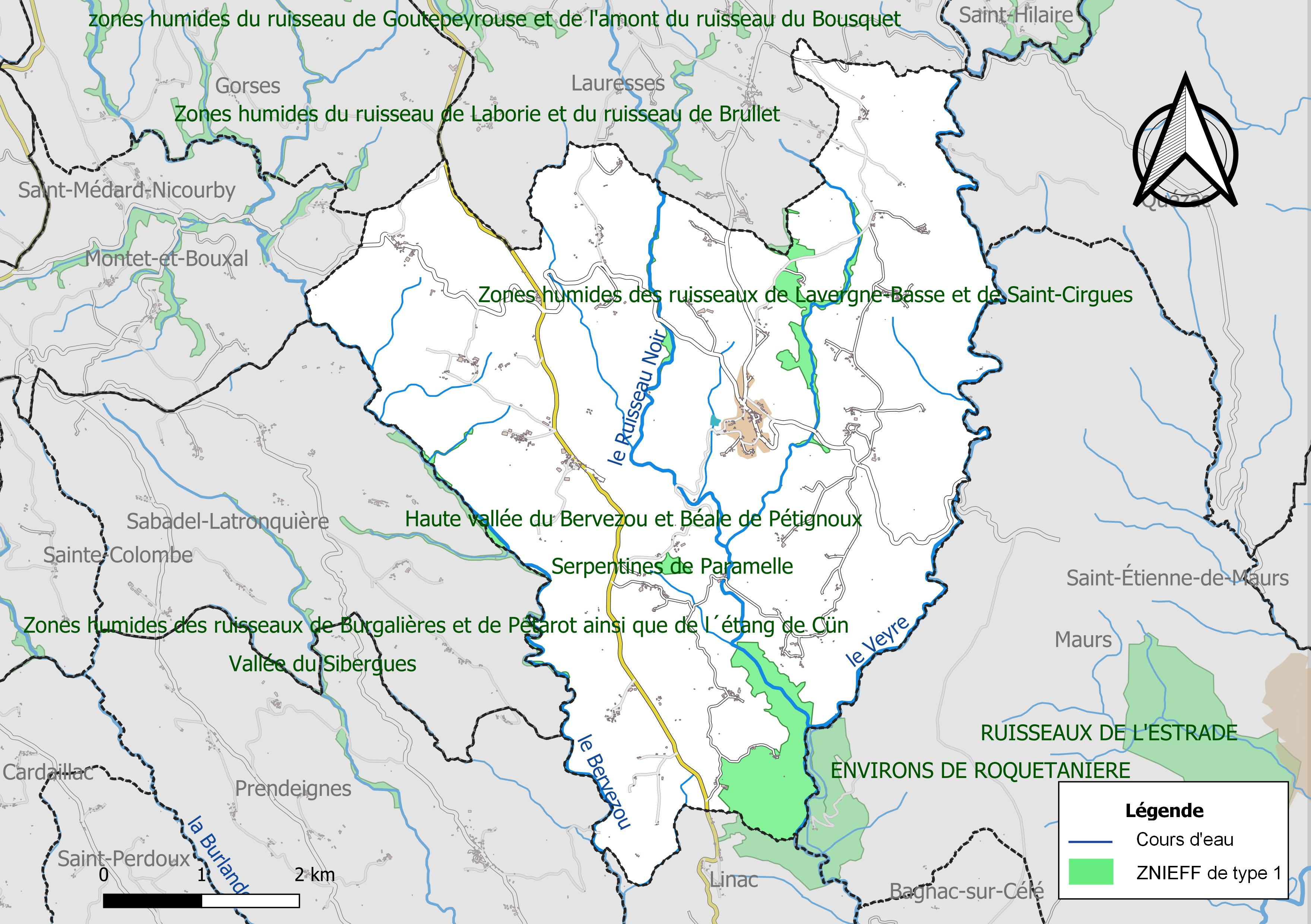
Carte des ZNIEFF de type 1 sur la commune.
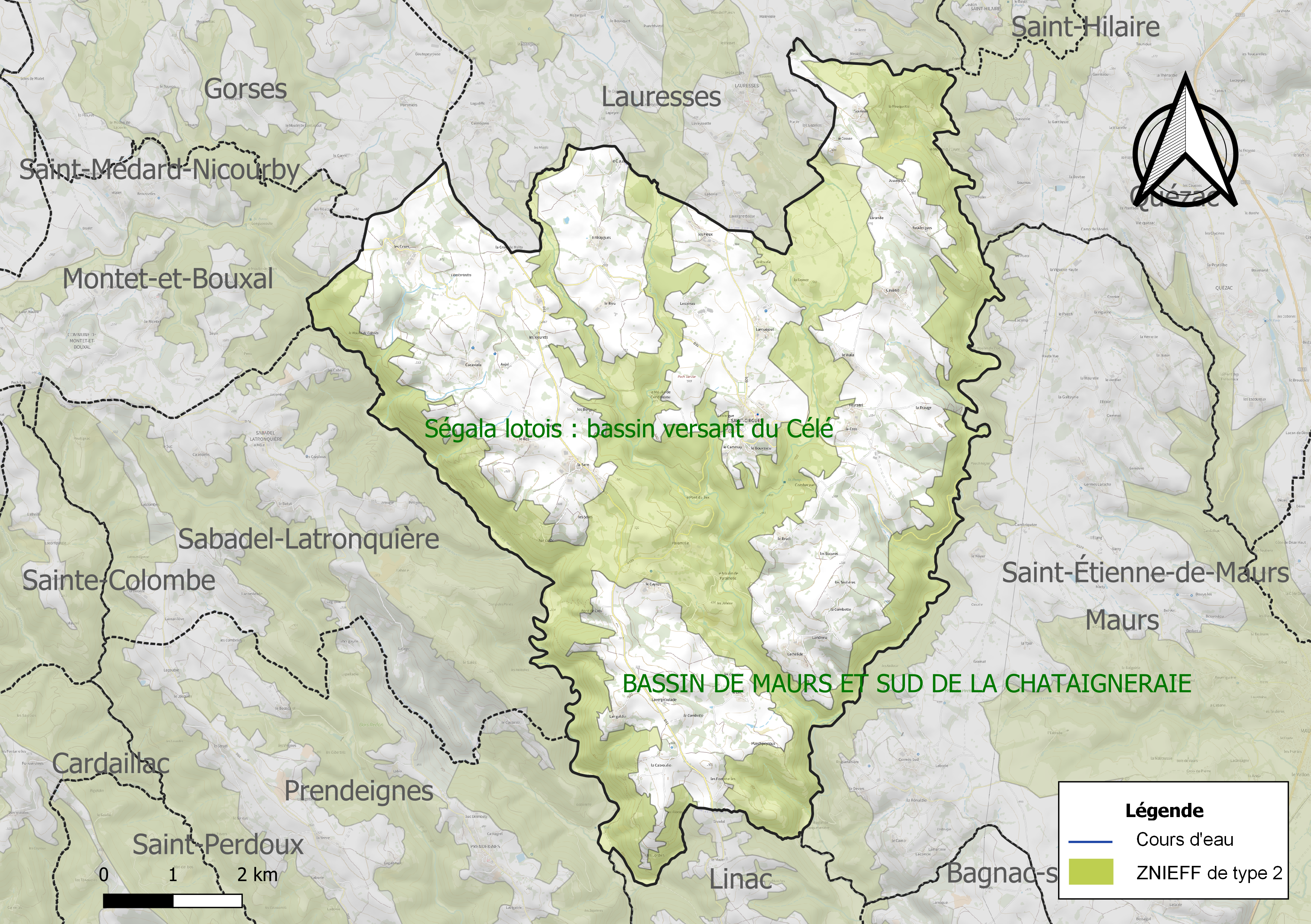
Carte de la ZNIEFF de type 2 sur la commune.

## Urbanisme

### Typologie
Au 1er janvier 2024, Saint-Cirgues est catégorisée commune rurale à habitat très dispersé, selon la nouvelle grille communale de densité à sept niveaux définie par l'Insee en 2022.
Elle est située hors unité urbaine. Par ailleurs la commune fait partie de l'aire d'attraction de Figeac, dont elle est une commune de la couronne,. Cette aire, qui regroupe 59 communes, est catégorisée dans les aires de moins de 50 000 habitants,.

### Occupation des sols
L'occupation des sols de la commune, telle qu'elle ressort de la base de données européenne d’occupation biophysique des sols Corine Land Cover (CLC), est marquée par l'importance des territoires agricoles (58,6 % en 2018), en augmentation par rapport à 1990 (53,2 %). La répartition détaillée en 2018 est la suivante : 
zones agricoles hétérogènes (50,1 %), forêts (39,9 %), prairies (8,5 %), zones urbanisées (0,8 %), milieux à végétation arbustive et/ou herbacée (0,8 %). L'évolution de l’occupation des sols de la commune et de ses infrastructures peut être observée sur les différentes représentations cartographiques du territoire : la carte de Cassini (XVIIIe siècle), la carte d'état-major (1820-1866) et les cartes ou photos aériennes de l'IGN pour la période actuelle (1950 à aujourd'hui).

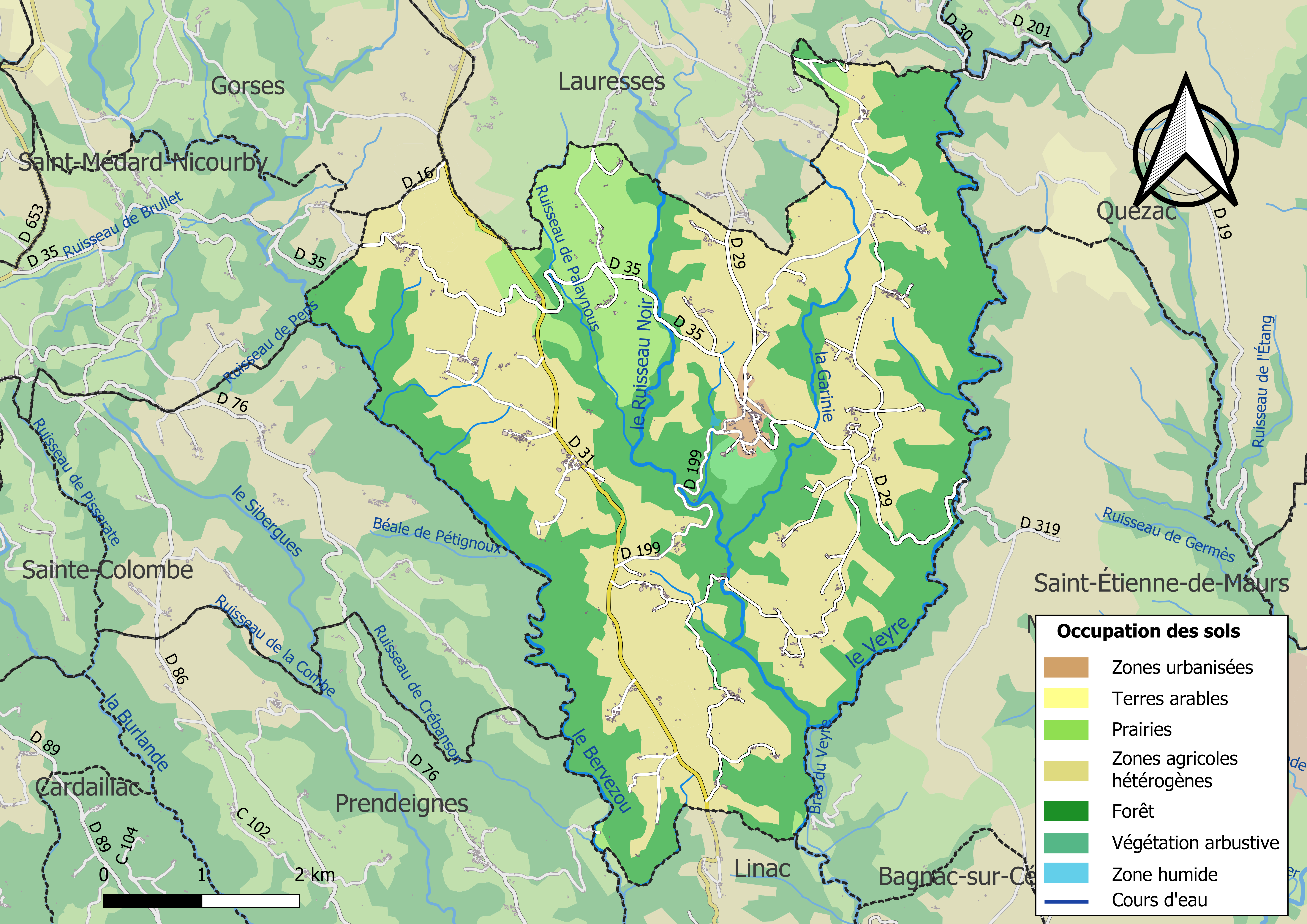
Carte des infrastructures et de l'occupation des sols de la commune en 2018 (CLC).

### Risques majeurs
Le territoire de la commune de Saint-Cirgues est vulnérable à différents aléas naturels : météorologiques (tempête, orage, neige, grand froid, canicule ou sécheresse), inondations, feux de forêts, mouvements de terrains et séisme (sismicité très faible). Il est également exposé à un risque particulier : le risque de radon. Un site publié par le BRGM permet d'évaluer simplement et rapidement les risques d'un bien localisé soit par son adresse soit par le numéro de sa parcelle.

#### Risques naturels
Certaines parties du territoire communal sont susceptibles d’être affectées par le risque d’inondation par débordement de cours d'eau, notamment le Veyre, le ruisseau Noir et le Bervezou. La cartographie des zones inondables en ex-Midi-Pyrénées réalisée dans le cadre du XIe Contrat de plan État-région, visant à informer les citoyens et les décideurs sur le risque d’inondation, est accessible sur le site de la DREAL Occitanie. La commune a été reconnue en état de catastrophe naturelle au titre des dommages causés par les inondations et coulées de boue survenues en 1982 et 1999,.
Saint-Cirgues est exposée au risque de feu de forêt. Un plan départemental de protection des forêts contre les incendies a été approuvé par arrêté préfectoral le 30 novembre 2015 pour la période 2015-2025. Les propriétaires doivent ainsi couper les broussailles, les arbustes et les branches basses sur une profondeur de 50 mètres, aux abords des constructions, chantiers, travaux et installations de toute nature, situées à moins de 200 mètres de terrains en nature
de bois, forêts, plantations, reboisements, landes ou friches. Le brûlage des déchets issus de l’entretien des parcs et jardins des ménages et des collectivités est interdit. L’écobuage est également interdit, ainsi que les feux de type méchouis et barbecues, à l’exception de ceux prévus dans des installations fixes (non situées sous couvert d'arbres) constituant une dépendance d'habitation.

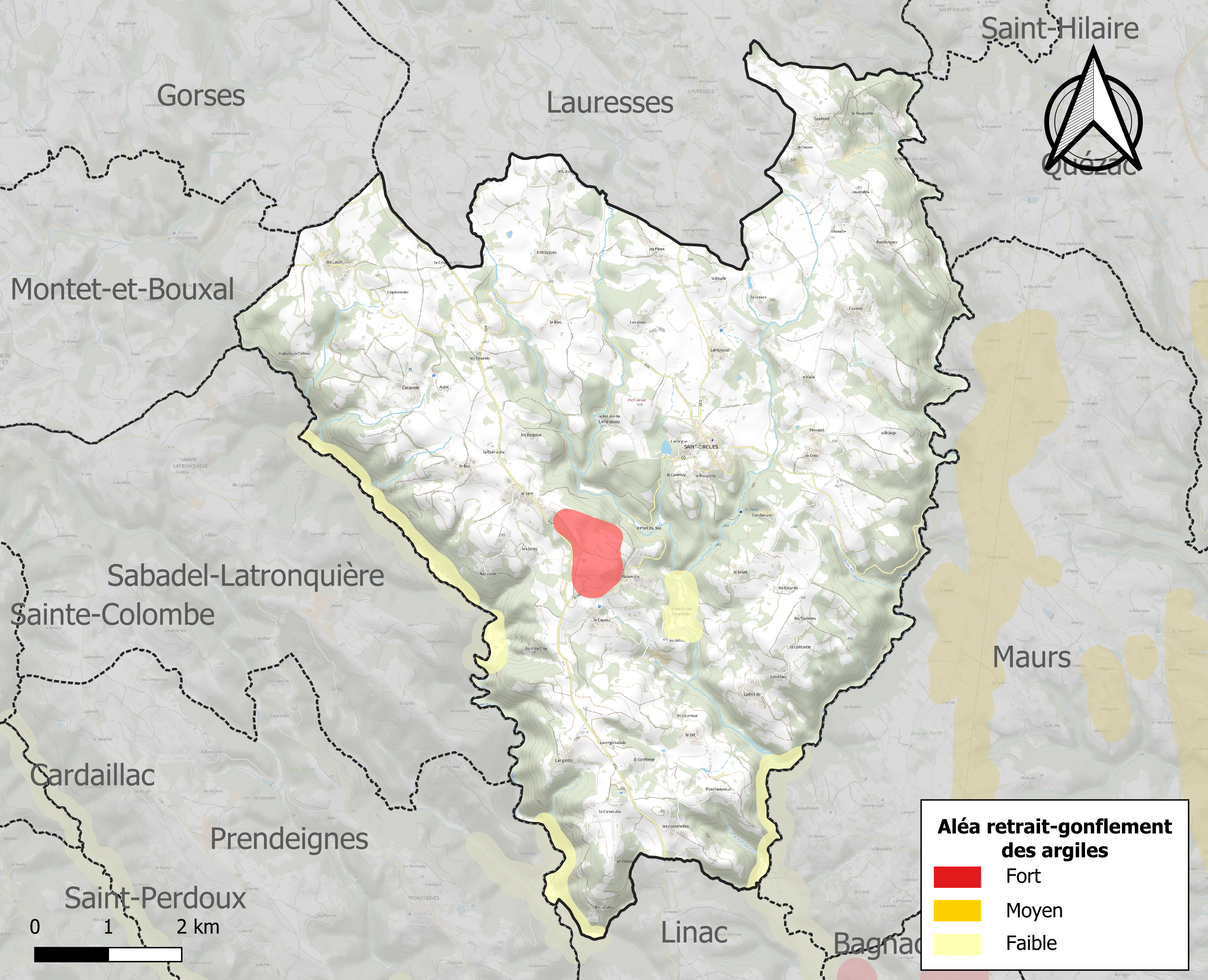
Carte des zones d'aléa retrait-gonflement des sols argileux de Saint-Cirgues.

Les mouvements de terrains susceptibles de se produire sur la commune sont des éboulements, chutes de pierres et de blocs et des glissements de terrain.
Le retrait-gonflement des sols argileux est susceptible d'engendrer des dommages importants aux bâtiments en cas d’alternance de périodes de sécheresse et de pluie. 1,2 % de la superficie communale est en aléa moyen ou fort (67,7 % au niveau départemental et 48,5 % au niveau national). Sur les 270 bâtiments dénombrés sur la commune en 2019, 1 sont en aléa moyen ou fort, soit 0 %, à comparer aux 72 % au niveau départemental et 54 % au niveau national. Une cartographie de l'exposition du territoire national au retrait gonflement des sols argileux est disponible sur le site du BRGM,.
Par ailleurs, afin de mieux appréhender le risque d’affaissement de terrain, l'inventaire national des cavités souterraines permet de localiser celles situées sur la commune.
Concernant les mouvements de terrains, la commune a été reconnue en état de catastrophe naturelle au titre des dommages causés par des mouvements de terrain en 1999.

#### Risque particulier
Dans plusieurs parties du territoire national, le radon, accumulé dans certains logements ou autres locaux, peut constituer une source significative d’exposition de la population aux rayonnements ionisants. Certaines communes du département sont concernées par le risque radon à un niveau plus ou moins élevé. Selon la classification de 2018, la commune de Saint-Cirgues est classée en zone 3, à savoir zone à potentiel radon significatif.

## Toponymie
Le nom de la commune provient de saint Cyr, honoré dans l'église paroissiale qui porte son nom, dont une des formes occitanes du nom est Cirgue. Le -s final ne s'explique pas par l'évolution phonétique normale de Cyricus, puisque dans les mots latins en -us, la consonne disparaît à date ancienne.
Durant la Révolution française, la commune porte le nom de Cirgues.
Ses habitants sont appelés les Saint-Cirguois.

## Politique et administration

### Liste des maires
| Période                                  | Période   | Identité          | Étiquette | Qualité |
| ---------------------------------------- | --------- | ----------------- | --------- | ------- |
| mars 2001                                | mars 2008 | Georges Bac       |           |         |
| mars 2008                                | En cours  | Christian Venries |           |         |
| Les données manquantes sont à compléter. |           |                   |           |         |

## Démographie
L'évolution du nombre d'habitants est connue à travers les recensements de la population effectués dans la commune depuis 1793. Pour les communes de moins de 10 000 habitants, une enquête de recensement portant sur toute la population est réalisée tous les cinq ans, les populations de référence des années intermédiaires étant quant à elles estimées par interpolation ou extrapolation. Pour la commune, le premier recensement exhaustif entrant dans le cadre du nouveau dispositif a été réalisé en 2004.

En 2022, la commune comptait 323 habitants, en évolution de −7,98 % par rapport à 2016 (Lot : +1,31 %, France hors Mayotte : +2,11 %).
| 1793  | 1800  | 1806  | 1821  | 1831  | 1836  | 1841  | 1846  | 1851  |
| ----- | ----- | ----- | ----- | ----- | ----- | ----- | ----- | ----- |
| 1 484 | 1 437 | 1 534 | 1 391 | 1 480 | 1 496 | 1 568 | 1 597 | 1 602 |

| 1856  | 1861  | 1866  | 1872  | 1876  | 1881  | 1886  | 1891  | 1896  |
| ----- | ----- | ----- | ----- | ----- | ----- | ----- | ----- | ----- |
| 1 610 | 1 586 | 1 502 | 1 552 | 1 400 | 1 369 | 1 335 | 1 307 | 1 246 |

| 1901  | 1906  | 1911  | 1921 | 1926 | 1931 | 1936 | 1946 | 1954 |
| ----- | ----- | ----- | ---- | ---- | ---- | ---- | ---- | ---- |
| 1 138 | 1 083 | 1 014 | 863  | 854  | 850  | 769  | 759  | 657  |

| 1962 | 1968 | 1975 | 1982 | 1990 | 1999 | 2004 | 2006 | 2009 |
| ---- | ---- | ---- | ---- | ---- | ---- | ---- | ---- | ---- |
| 580  | 595  | 509  | 507  | 421  | 355  | 379  | 388  | 379  |

| 2014 | 2019 | 2022 | - | - | - | - | - | - |
| ---- | ---- | ---- | - | - | - | - | - | - |
| 355  | 334  | 323  | - | - | - | - | - | - |

## Économie

### Revenus
En 2018, la commune compte 157 ménages fiscaux, regroupant 332 personnes. La médiane du revenu disponible par unité de consommation est de 19 130 € (20 740 € dans le département).

### Emploi
|                | 2008  | 2013  | 2018  |
| -------------- | ----- | ----- | ----- |
| Commune        | 7,6 % | 7,6 % | 6,3 % |
| Département    | 7,3 % | 8,9 % | 9,6 % |
| France entière | 8,3 % | 10 %  | 10 %  |

En 2018, la population âgée de 15 à 64 ans s'élève à 196 personnes, parmi lesquelles on compte 75,4 % d'actifs (69,1 % ayant un emploi et 6,3 % de chômeurs) et 24,6 % d'inactifs,. En  2018, le taux de chômage communal (au sens du recensement) des 15-64 ans est inférieur à celui de la France et département, alors qu'en 2008 il était supérieur à celui du département et inférieur à celui de la France.
La commune fait partie de la couronne de l'aire d'attraction de Figeac, du fait qu'au moins 15 % des actifs travaillent dans le pôle,. Elle compte 83 emplois en 2018, contre 94 en 2013 et 98 en 2008. Le nombre d'actifs ayant un emploi résidant dans la commune est de 141, soit un indicateur de concentration d'emploi de 58,5 % et un taux d'activité parmi les 15 ans ou plus de 50 %.
Sur ces 141 actifs de 15 ans ou plus ayant un emploi, 58 travaillent dans la commune, soit 41 % des habitants. Pour se rendre au travail, 71 % des habitants utilisent un véhicule personnel ou de fonction à quatre roues, 1,4 % les transports en commun, 9,4 % s'y rendent en deux-roues, à vélo ou à pied et 18,1 % n'ont pas besoin de transport (travail au domicile).

### Activités hors agriculture
37 établissements sont implantés  à Saint-Cirgues au 31 décembre 2019. Le tableau ci-dessous en détaille le nombre par secteur d'activité et compare les ratios avec ceux du département,.
| Secteur d'activité                                                                                        | Commune | Commune | Département |
| Secteur d'activité                                                                                        | Nombre  | %       | %           |
| --- | ------- | ------- | ----------- |
| Ensemble                                                                                                  | 37      |         |             |
| Industrie manufacturière, industries extractives et autres                                                | 20      | 54,1 %  | (14 %)      |
| Construction                                                                                              | 9       | 24,3 %  | (13,9 %)    |
| Commerce de gros et de détail, transports, hébergement et restauration                                    | 2       | 5,4 %   | (29,9 %)    |
| Activités immobilières                                                                                    | 2       | 5,4 %   | (3,5 %)     |
| Activités spécialisées, scientifiques et techniques et activités de services administratifs et de soutien | 3       | 8,1 %   | (13,5 %)    |
| Autres activités de services                                                                              | 1       | 2,7 %   | (8,7 %)     |

Le secteur de l'industrie manufacturière, des industries extractives et autres est prépondérant sur la commune puisqu'il représente 54,1 % du nombre total d'établissements de la commune (20 sur les 37 entreprises implantées  à Saint-Cirgues), contre 14 % au niveau départemental.

### Agriculture
La commune est dans le Segala », une petite région agricole occupant la frange est du département du Lot. En 2020, l'orientation technico-économique de l'agriculture  sur la commune est l'élevage bovin, orientation mixte lait et viande.
|               | 1988  | 2000  | 2010  | 2020  |
| ------------- | ----- | ----- | ----- | ----- |
| Exploitations | 78    | 55    | 42    | 39    |
| SAU (ha)      | 1 818 | 1 859 | 1 960 | 1 691 |

Le nombre d'exploitations agricoles en activité et ayant leur siège dans la commune est passé de 78 lors du recensement agricole de 1988  à 55 en 2000 puis à 42 en 2010 et enfin à 39 en 2020, soit une baisse de 50 % en 32 ans. Le même mouvement est observé à l'échelle du département qui a perdu pendant cette période 60 % de ses exploitations,. La surface agricole utilisée sur la commune a également diminué, passant de 1818 ha en 1988 à 1691 ha en 2020. Parallèlement la surface agricole utilisée moyenne par exploitation a augmenté, passant de 23 à 43 ha.

## Culture locale et patrimoine

### Lieux et monuments
- Église Saint-Géraud de Saint-Cirgues ou/et Église de la Nativité-de-la-Vierge de Saint-Cirgues dont la partie droite du toit est penchée vers la gauche (visible en venant de Lauresses).
- Le tilleul de Paramelle se situe au lieu-dit Paramelle ; c'est un arbre remarquable qui aurait environ 400 ans ; on l'appelle aussi tilleul de Sully en l'honneur de Sully, ministre d'Henri IV ; il faisait 35 mètres de hauteur et est assez rare[34]. La tempête du 21 mai 2014 a fait éclater l'arbre dont 3 branches géantes de 19 mètres ont écrasé 2 bâtiments de la ferme riveraine, évitant un enfant et une femme. À la suite de ce drame évité de justesse, il a été élagué par des professionnels. Il fait 20 mètres de haut. Il a repris un nouveau houppier verdoyant mais continue de lutter contre ses capricornes.

### Personnalités liées à la commune
- Saint Géraud, dit Géraud d'Aurillac, est mort le vendredi 13 octobre 909 à Saint-Cirgues. Le corps du défunt fut transporté à pied à Aurillac, en l'abbaye qu'il avait fondée.
- Le pape, de l'an 1000, grand scientifique, Sylvestre II, Gerbert, un petit pâtre qui est sorti d'un "vialon" de Saint -Cirgues[35].
- Joseph Pauliac (1843-1909), homme politique né à Saint-Cirgues, maire de Saint-Cirgues, sénateur du Lot.
- Georges Gay (né le 21 mars 1926 à Saint-Cirgues et mort le 8 juillet 1997 à Toulouse) est un coureur cycliste français.
- Antoine Brugoux (né le 24 mai 1752 à Saint-Cirgues et mort le 8 mars 1803 à Saint-Cirgues) est un homme politique français.